# Great Officers of State

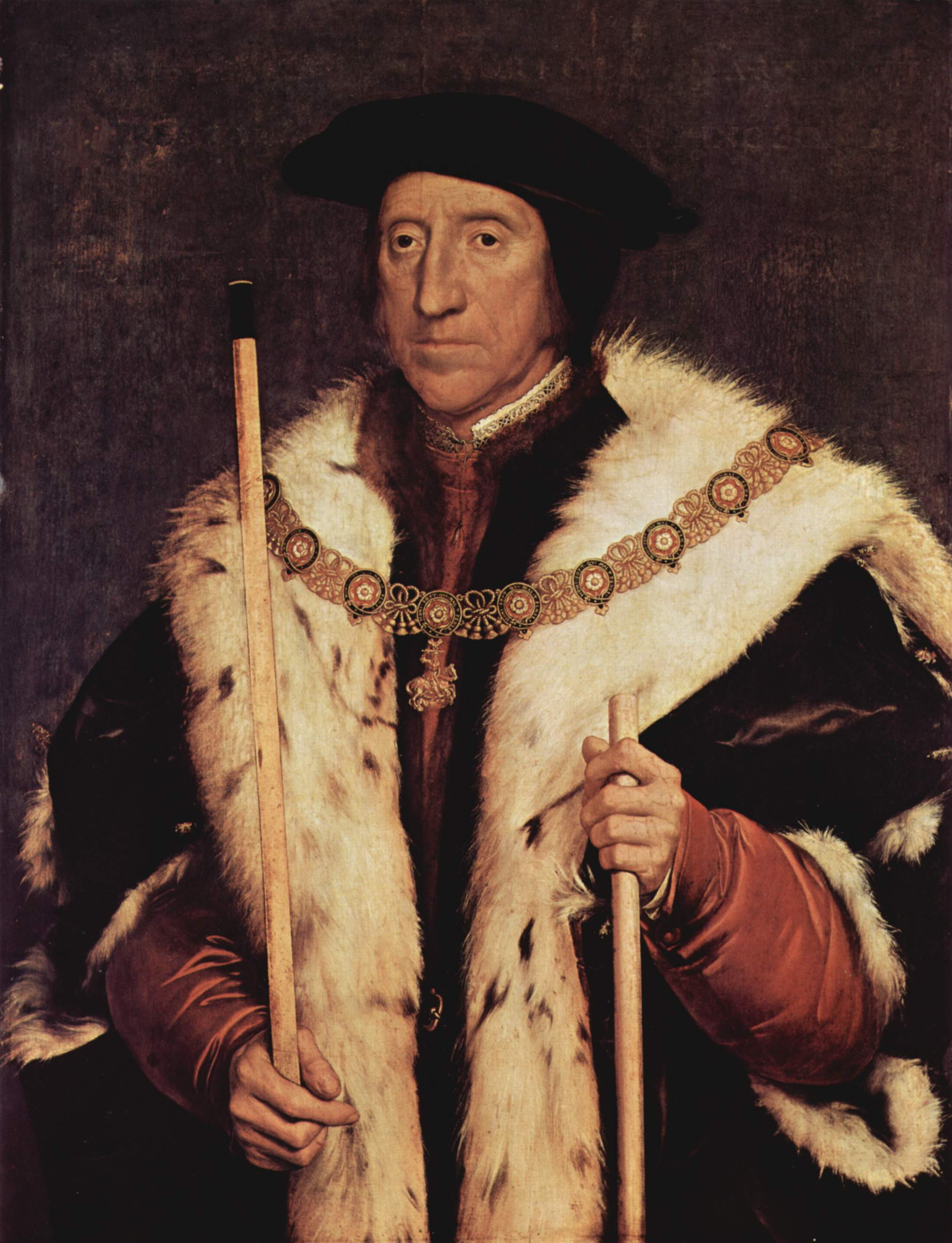
Lord High Steward, Lord High Treasurer, Earl Marshal und Lord High Admiral Thomas Howard, 3. Duke of Norfolk (Gemälde von Hans Holbein d. J., 1539)

Die Great Officers of State („Große Staatsbeamte“) sind im Vereinigten Königreich
hohe Beamte, die im Auftrag des Königreichs besondere administrative, exekutive und judikative Aufgaben wahrnehmen. Sie sind zu unterscheiden von den Hofbeamten, die dem königlichen Haushalt (Royal Household) verpflichtet sind. Groß-Offiziere gab es auch schon in England, Schottland und in Irland.
Da die Great Officers einst großen politischen Einfluss besaßen und ihre Titel vererben konnten, wurden einige von ihnen in den vergangenen Jahrhunderten weitestgehend entmachtet, oder ihre Aufgaben wurden von der Krone übernommen. Ihre Ämter übernehmen heute traditionell Minister oder Mitglieder von House of Lords und House of Commons, manche werden dabei nur noch zu besonderen Zeremonien besetzt.
Die Great Officers of State sind damit den Erzämtern des Heiligen Römischen Reiches und den Grands Officiers de la Couronne de France vergleichbar.
Die Great Officers of State sind nicht zu verwechseln mit den Great Offices of State, den vier höchsten Ämtern im britischen Kabinett: Premierminister, Schatzkanzler, Außenminister und Innenminister.

## England
Die Great Officers von England, ihre ungefähren Entsprechungen im Deutschen, sowie ihre derzeitigen Amtsinhaber sind:
| Rang | Amt                           | deutsch                   | Amtsinhaber |
| ---- | ----------------------------- | ------------------------- | --- |
| 1    | Lord High Steward             | Truchsess                 | General Sir Gordon Messenger (wird nur für die Krönung besetzt) |
| 2    | Lord High Chancellor          | Lordkanzler               | Shabana Mahmood (Justizministerin) |
| 3    | Lord High Treasurer           | Schatzmeister             | Gemeinsam wahrgenommen durch die Lords Commissioners of the Treasury unter Vorsitz des First Lord of the Treasury (Premierminister). Zweiter Vorsitzender ist der Schatzkanzler Rachel Reeves (Finanzminister) als Second Lord of the Treasury. |
| 4    | Lord President of the Council | Vorsitzender des Kronrats | Penny Mordaunt (Leader of the House of Commons) |
| 5    | Lord Keeper of the Privy Seal | Siegelbewahrer            | Nicholas True, Baron True (Leader of the House of Lords) |
| 6    | Lord Great Chamberlain        | Kammerherr                | Rupert Carington, 7. Baron Carrington |
| 7    | Lord High Constable           | Konstabler                | Admiral Sir Tony Radakin (wird nur für die Krönung besetzt) |
| 8    | Earl Marshal                  | Erzmarschall              | Edward Fitzalan-Howard, 18. Duke of Norfolk |
| 9    | Lord High Admiral             | Großadmiral               | Vakant seit dem Tod von Prince Philip, Duke of Edinburgh |

Nach dem House of Lords Act 1999 sind der Earl Marshal und der Lord Great Chamberlain die einzigen Träger eines erblichen Adelstitels, die automatisch einen Sitz im House of Lords einnehmen. Sie erfüllen dort zeremonielle Aufgaben. Das Amt des Lord Chamberlain wird dabei seit 1780 von mehreren Inhabern mit unterschiedlich gewichteten Anteilen ausgeführt, die ihre Anteile wiederum weitervererben.
Andere Ämter werden in Kommission geführt, d. h. mehrere Kommissionäre werden beauftragt, die Amtsgeschäfte gemeinsam zu führen. So wird die High Treasury (Staatskasse) seit 1714 von einer Kommission geführt, der der First Lord (dem Premierminister) und der Second Lord (dem Schatzkanzler) als Stellvertreter vorsitzen. Nur in dieser Funktion bewohnen Premierminister und Schatzkanzler auch 10 Downing Street bzw. 11 Downing Street.
Auch das Amt des Lord Admiral wurde über lange Zeit in Kommission geführt, wurde aber – mit Einrichtung eines einheitlichen Verteidigungsministeriums für alle Teilstreitkräfte – zunächst vom Monarchen selbst übernommen oder als Ehrentitel an Philip, Duke of Edinburgh, den Ehemann der damaligen Königin, einen ehemaligen Marineoffizier, verliehen. Der Posten des Lord High Steward ist ein ad-hoc-Amt und wird nur bei Krönungsfeierlichkeiten und Erhebungen in den Adelsstand besetzt, ebenso wird ein Lord Constable ausschließlich für Krönungsfeierlichkeiten berufen. Die übrigen Ämter – Lord Chancellor, Lord President und Lord Privy Seal – werden von der Krone auf Vorschlag des Premiers besetzt. Üblicherweise übernehmen die Mehrheitsführer im House of Commons und House of Lords die Posten des Lord President und des Lord Privy Seal.

## Schottland
Als altes Königreich hat Schottland eigene Great Officers of State. Nach dem Act of Union 1707 wurden eine Reihe von Ämtern nicht weitergeführt. Hierzu gehören diejenigen des Lord Chancellor of Scotland und des President of the Privy Council of Scotland. In Schottland gibt es neben den Officers of State auch Officers of the Crown als Staatsbeamte.
Wie in England sind die vorhandenen Ämter teilweise erblich. Zum anderen Teil werden sie von der Krone verliehen. Politische Macht ist heute in aller Regel nicht mehr mit einem derartigen Amt verbunden, vielmehr hat der jeweilige Inhaber ausschließlich zeremonielle Aufgaben. Ein Teil der Ämter hat aber Aufgaben im Bereich der schottischen Rechtsprechung. Der Lord Lyon King of Arms ist schließlich der Wappenkönig Schottlands.
Die Officers of State von Schottland und ihre derzeitigen Amtsinhaber sind:
1. Keeper of the Great Seal of Scotland: The Rt. Hon. Humza Yousaf (First Minister of Schottland)
2. Keeper of the Privy Seal: Amt nicht besetzt seit dem Tod von Gavin Campbell, 1. Marquess of Breadalbane im Jahre 1922
3. Lord Clerk Register: James Mackay, Baron Mackay of Clashfern
4. Lord Advocate: Dorothy Bain
5. Lord Justice Clerk: Leeona Dorrian, Lady Dorrian
6. Lord Justice General: The Rt Hon. Lord Carloway
7. Lord Lyon King of Arms of Scotland: Joseph John Morrow

Die Officers of the Crown von Schottland und ihre derzeitigen Amtsinhaber sind:
1. Great Chamberlain of Scotland (bis ca. 1707)
2. Lord High Constable: The Rt Hon. The Earl of Erroll
3. Earl Marischal (bis ca. 1716)
4. Lord High Admiral of Scotland (bis 1707)
5. The Knight Marischal (vakant, aber nicht abgeschafft)
6. Lord Lyon King of Arms of Scotland: Joseph John Morrow (seit 2014)[3]

## Irland
Auch im Königreich Irland bzw. heute Nordirland gab bzw. gibt es diese erblichen Hofämter. Die Officers of State von Irland sind bzw. waren:
1. Lord Chancellor of Ireland, auch Lord Keeper of the Great Seal of Ireland, abgeschafft 1922 mit der Gründung des Irischen Freistaats[4]
2. Lord High Treasurer of Ireland, 1817 mit dem Amt des britischen Lord High Treasurer zusammengelegt
3. Earl Marshal of Ireland, begründet durch Walter Devereux, 1. Earl of Essex, 1697 erloschen
4. Lord High Constable of Ireland, abgeschafft 1922
5. Lord High Steward of Ireland, seit 1980 Charles Chetwynd-Talbot, 22. Earl of Shrewsbury and Waterford, 7. Earl Talbot